# Садове (П'ятихатський район)
Садове — колишнє село в Україні, П'ятихатському районі Дніпропетровської області. Чисельність населення за даними 1982 року становила 10 осіб. Зняте з обліку 28 липня 1988 року. Було розташоване в кілометрі від села Новозалісся.